# Tempelierskapel (Laon)
De Tempelierskapel  (Frans: chapelle des Templiers ) is een voormalige 12e-eeuwse, romaanse kapel van de tempeliers te Laon in Noord-Frankrijk.

## Geschiedenis
In 1134 richtten de tempeliers rond de plaats van de huidige kapel een commanderij op in het centrum van Laon, niet ver van de huidige kathedraal. Omstreeks 1140 bouwden ze er de kapel in drie fasen.
De basiskapel was achthoekig, in navolging van de vroegere Heilig Grafkerk te Jeruzalem. In een tweede fase werd het portaal voor de kapel aangebouwd en werd het koor vergroot. In de derde fase ten slotte werd een verdieping op het portaalgedeelte geplaatst en werd een klokkenmuur aangebracht, die boven het geheel uitsteekt.
Bij de opheffing van de tempeliersorde in 1312 werd de kapel overgedragen aan de Orde van Sint-Jan.
In 1846 werd de kapel beschermd als monument historique.

## Interieur
In de kapel bevinden zich vier grafstenen. Eentje is van een kapelaan van de tempeliers, de drie andere zijn van commandeurs van de Orde van Sint-Jan.
Er staan ook nog twee beelden van profeten, doch deze komen uit de nabijgelegen kathedraal.

## Toegang
De kapel ligt in de tuin van het Musée d'art et d'archéologie, dat gevestigd is in vroeger commanderiegebouwen (zij het van latere datum) en is vrij te bezichtigen tijdens de openingsuren.